# Эллиптическая галактика

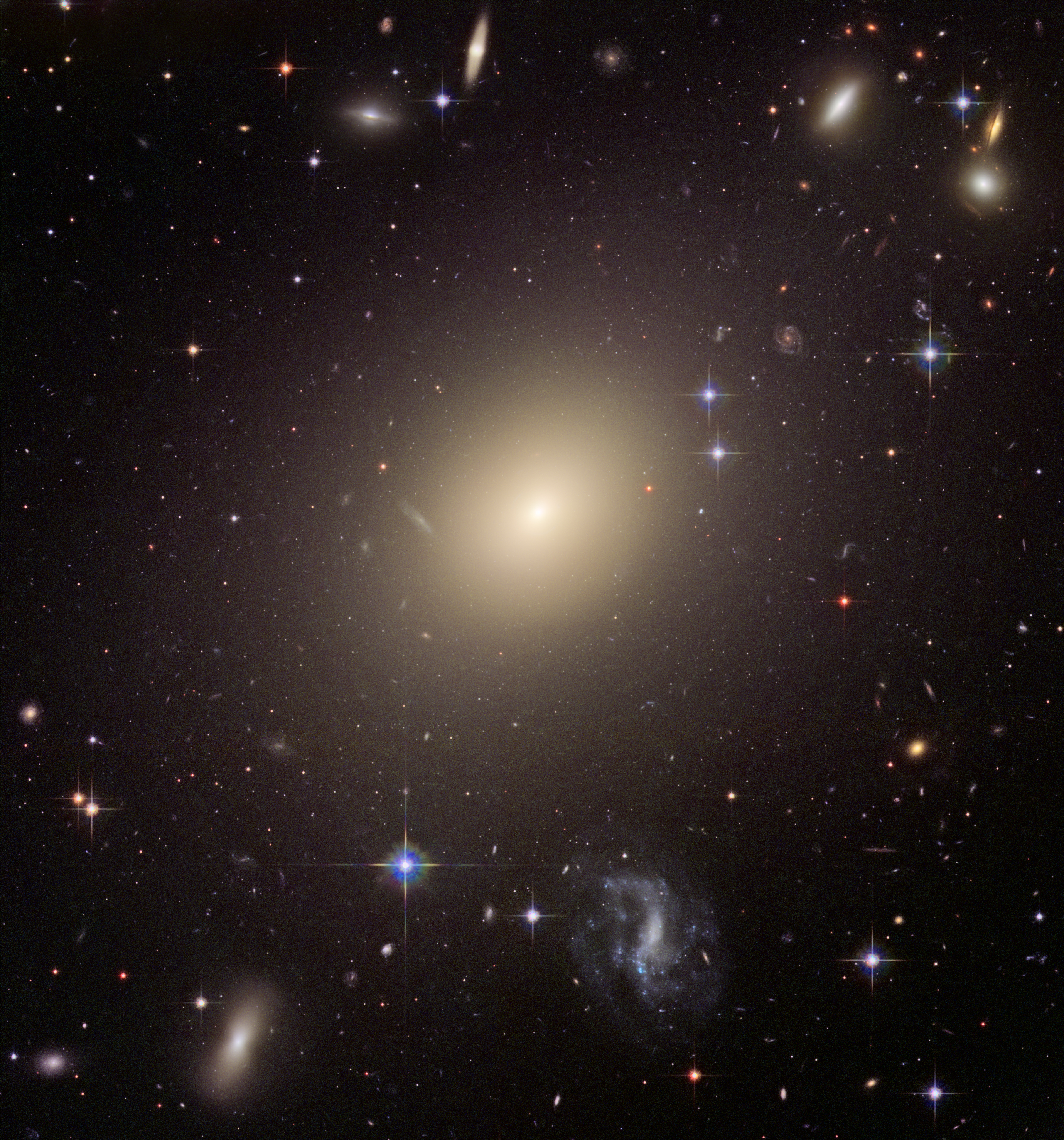
Эллиптическая галактика ESO 325-G004

Эллипти́ческие гала́ктики (обозначаются Е) — класс галактик со сферической (эллипсоидной) структурой без каких-либо особенностей. Это один из четырёх основных типов галактик, описанных Хабблом, наряду со спиральными, линзовидными и неправильными.

## Общие характеристики
Эллиптические галактики довольно заметно отличаются от линзовидных и спиральных галактик. В отличие от этих двух типов, они имеют сферическую или эллипсоидную форму, а не дискообразную. Газ и пыль в них закончились, звездообразование практически прекратилось, и поэтому в эллиптических галактиках остались только старые звёзды: жёлтые и красные карлики, красные гиганты и белые карлики, а сами эти галактики имеют более красный цвет. Интегральные показатели цвета галактик соответствуют возрасту звёздного населения около 1010 лет, и в этих галактиках наблюдается градиент цвета: чем дальше от центра, тем более голубой цвет имеет галактика.
Из-за этого эллиптические галактики не имеют видимых особенностей, таких, как спиральная структура; дисков они тоже не имеют, и поэтому они похожи друг на друга. Динамические характеристики балджей и эллиптических галактик схожи, и есть предположения, что эти объекты формируются схожим образом.

### Соотношения параметров эллиптических галактик
Одно из наиболее известных соотношений для эллиптических галактик — соотношение Фабер — Джексона, связывающее дисперсию скоростей галактики и её общую светимость. Это соотношение аналогично зависимости Талли — Фишера, которая применима для линзовидных и спиральных галактик.
Для параметров эллиптических галактик существует несколько корреляций, которые приводят к тому, что на графиках галактики лежат на плоскости, называемой фундаментальной плоскостью. Её существование следует из теоремы вириала.

## Размер и форма
Эллиптические галактики, как следует из названия, имеют форму эллипсоида или шара. Одним из различий между ними является сплюснутость: Хаббл предложил показателем сжатия считать {\textstyle 10(1-{\frac {b}{a}})}, где {\displaystyle a} — большая, а {\displaystyle b} — малая полуось её эллипса. Эта величина, округлённая до целого, определяет подкласс галактики. Несмотря на то, что приняты обозначения от E0 до Е7, впоследствии было показано, что галактики классов от E4 до E7 на самом деле являются линзовидными.
Кроме сплюснутости, эллиптические галактики могут сильно отличаться друг от друга по размеру. И хотя поверхностная яркость эллиптических галактик в целом хорошо описывается законом Серсика, у галактик разных масс разный параметр Серсика, и, следовательно, отличаются формы профилей поверхностной яркости. Эллиптические галактики бывают очень разных размеров и масс: диаметром от 3000 до 700 000 и более световых лет, а массами от 105 до 1013 масс Солнца. Такого большого разброса параметров нет ни у каких других типов галактик. Самые маленькие — карликовые эллиптические галактики — имеют размеры и массы не больше, чем у самых крупных шаровых скоплений, но содержат тёмную материю, которой нет в скоплениях.
У эллиптических галактик, как правило, основную роль в сохранении формы играет не вращательное движение, а дисперсия скоростей. На этом основывается один из способов (хотя и не совсем точный) разграничения линзовидных и эллиптических галактик: при одинаковой сплюснутости отношение скорости вращения и дисперсии у эллиптических галактик меньше.

## Формирование и эволюция

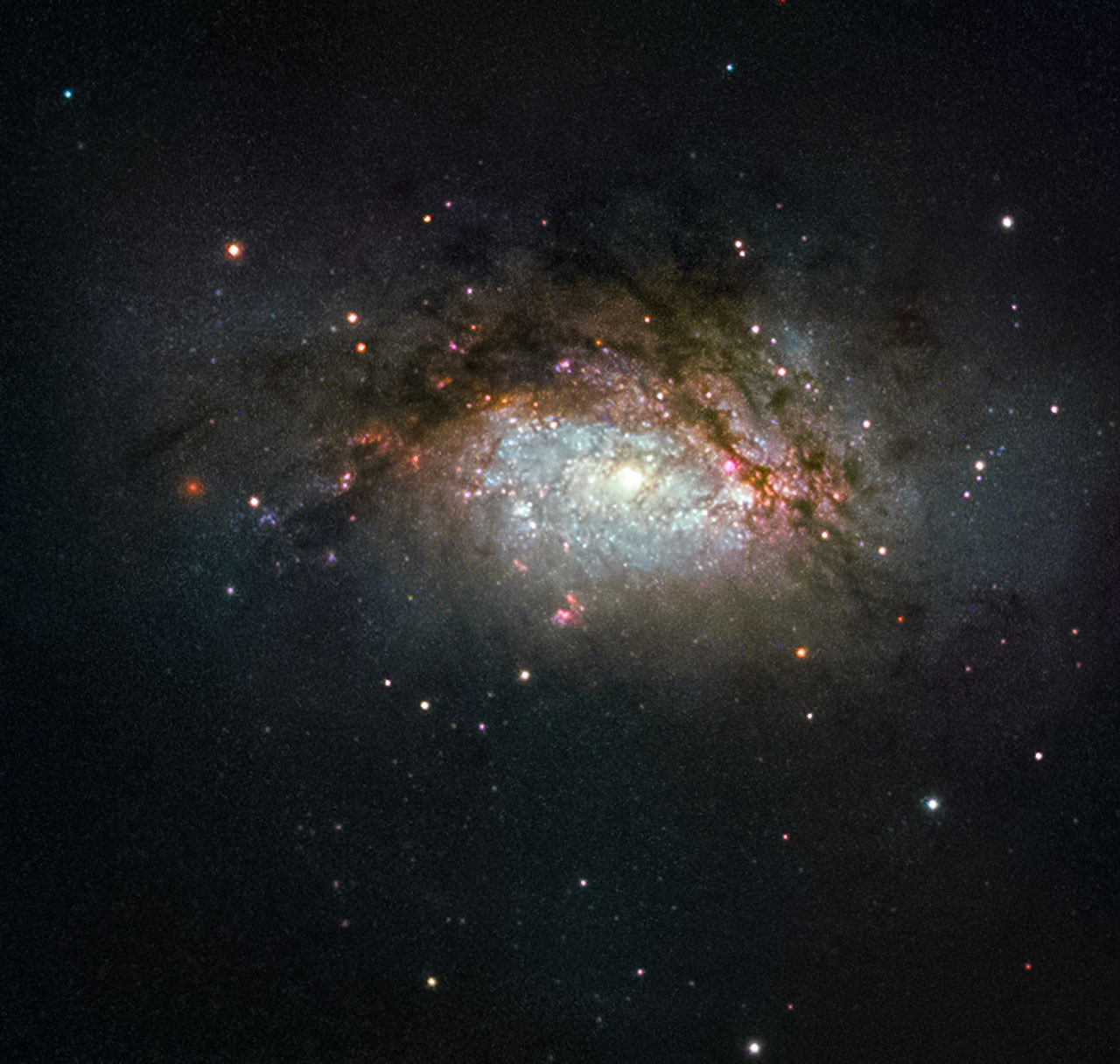
NGC 3597 — результат столкновения двух галактик. Считается, что эта галактика станет эллиптической

Когда Хаббл в 1936 году предложил классификацию галактик, он выдвинул гипотезу о том, что галактики образуются как эллиптические, а в дальнейшем обретают дисковую, а потом и спиральную структуру. Эта гипотеза оказалась неверной, но она оставила свой след в именовании галактик: они до сих пор делятся на галактики ранних и поздних типов в соответствии с классификацией Хаббла. При дальнейшем изучении галактик было обнаружено, что эллиптические галактики заполняют гораздо больший диапазон масс, чем спиральные, и в 1970-е годы стала доминировать гипотеза, что галактики в течение жизни не меняют свой тип.
На данный момент теория эволюции галактик, напротив, предполагает, что галактики образуются как спиральные, и с течением времени у них всё более выраженным становится балдж, что переводит их в более ранние типы. Кроме того, показано, что при столкновениях и слияниях галактик они становятся эллиптическими.
Тем не менее, эллиптические галактики не считаются более старыми, чем спиральные: и те, и другие галактики начали образовываться порядка 10 миллиардов лет назад. Однако, в эллиптических галактиках звездообразование закончилось менее чем за 1 миллиард лет, а в спиральных идёт практически равномерно. Поэтому самые массивные звёзды в эллиптических галактиках уже давно закончили своё существование, а в спиральных постоянно образуются и наблюдаются до сих пор.

## Примеры
- Карликовая галактика в созвездии Скульптора — ближайшая к нам из эллиптических галактик;
- M 49 — самая яркая галактика в Скоплении Девы.